# L'Embrasement
Pour les articles homonymes, voir Embrasement.
L'Embrasement est un téléfilm français réalisé par Philippe Triboit réalisé en 2006.

## Synopsis
27 octobre 2005, Clichy-sous-Bois. Des jeunes disputent une partie de foot sur un terrain de sport. Quelques heures plus tard, à la nuit tombée, l'un d'eux, Muhittin Altun, erre, grièvement brûlé, en bordure du quartier. L'adolescent, âgé de 17 ans, est le seul rescapé d'une course-poursuite qui l'a conduit, ainsi que deux de ses camarades pourchassés par la police, à trouver refuge dans l'enceinte d'un transformateur électrique. Zyed, 17 ans, et Bouna, 15 ans, sont morts électrocutés. Le récit de Muhittin sur les circonstances, tragiques, de leur décès provoque la première nuit d'émeutes à Clichy. Peu après, alors que le ministre de l'Intérieur donne sa version des faits qui incrimine les jeunes et que la violence se répand dans les banlieues, un journaliste belge, Alex Martens, arrive sur les lieux du drame. Chargé de couvrir les événements, il oriente son enquête sur les causes réelles de la mort de Zyed et Bouna.

## Fiche technique
- Réalisateur : Philippe Triboit
- Scénario : Marc Herpoux et Philippe Triboit, d'après l'ouvrage L'affaire de Clichy
- Musique : Stéphane Zidi
- Créatrice de costumes : Annick Krasnopolski
- Habilleuse : Brigitte Bourneuf
- Date de sortie : 12 janvier 2007 sur Arte

## Distribution
- Thierry Godard : Alex Martens
- Nathalie Besançon : Sylvie
- Slimane Hadjar : Muhittin Altun
- Abderrahim Boumes : Ahmed
- Dimitri Rataud : Serge
- Marc Berman : Jean-Pierre Mignard
- Yann Trégouët : Emmanuel Tordjman
- Ralph Amoussou : Bouna Traoré
- Vladimir Toussaint : Zyed Benna
- Blandine Lenoir
- Farid Fedjer
- Catherine Lefroid
- Frank Geney : François
- Diouc Koma : Siyaka